# 태인 고현동각
태인 고현동각(泰仁 古縣洞閣)은 대한민국 전북특별자치도 정읍시 칠보면 시산리 930-2번지에 있는 전각이다. 2023년 12월 13일 정읍시의 향토문화유산 제22호로 지정되었다.

## 개요
태인 고현동각(泰仁 古縣洞閣)은 조선시대 태인(泰仁) 오학당 가운데 하나로, 조선전기의 문신인 정극인(丁克仁, 1401~1481)이 건립한 교육시설이다. 또한 국가지정문화재 보물인 「고현동 향약」을 보관하던 공간이기도 하다. 고현동 향약 (泰仁 古縣洞 鄕約) 혹은 고현향약(古縣鄕約)이라는 명칭은 당시 이곳의 지명이었던 고현내면(古縣內面)에서 유래된 것이다.
1475년(성종 6) 정극인은 처향(妻鄕)인 이곳에 낙향하여 도의 선양과 상호친목, 권선징악의 미풍양속을 주민들에게 권장하기 위해 고현동각을 건립했다. 30년 후 눌암(訥庵) 송세림(宋世琳)이 이를 더욱 진흥시켰다.
석지 채용신(1850~1941)이 그린 <칠광도(七狂圖, 1910)>에는 태인 고현동각이 묘사되어 있는데, 동각(洞閣)은 '마을 사람들이 모이는 집'을 의미하며, 대문 양쪽에는 삼강(三綱), 오륜(五倫)이 새겨져 있다.